# Hoptrup
Hoptrup (tysk: Hoptrup) er en lille by i Sønderjylland med 630 indbyggere  (2024), beliggende i Hoptrup Sogn. Byen gennemskæres af hovedvejen mellem Haderslev og Aabenraa. Hoptrup ligger i Haderslev Kommune og tilhører Region Syddanmark.
Byen ligger i en markant tunneldal umiddelbart vest for Slivsø.
Byen har en folkeskole (0. til 6. klasse) samt Hoptrup Efterskole, der fokuserer på musik, dans, teater, musical og sceneteknik. Efterskolen har til huse i de bygninger, hvor Hoptrup Højskole tidligere holdt til.
Derudover har byen et supermarked, en elektrobutik samt en pejseservice. Placeret i byens midte ligger Hoptrup frivillige brandvæsen (med "horntest" hver tirsdag kl. 12:00).
Hoptrup Sogns Lokalhistorisk Forening, oprettet 1984
- Hoptrup Kirke
- Musikhuset
- Brandværnet
- Syd for efterskolen er en plads med adgang til stien nord om Slivsø.
- Genforeningssten øst for kirken